# Dominik Hrušovský
Dominik Hrušovský (1. června 1926, Velká Maňa – 27. července 2016, Nitra) byl slovenský biskup.

## Život
Rodák z Velké Maně, syn Tomáše a Marie Hudcové, bratr Jana, Benedikta a Emanuela, navštěvoval v letech 1932–1937 základní školu v rodišti, ve školním roce 1937/38 1. třídu gymnázia v Zlatých Moravcích a v letech 1938–1945 gymnázium v Šuranech, kde 3. srpna 1945 odmaturoval. Ve školním roce 1945/46 vstoupil do semináře a začal studovat bohosloví na Římskokatolické cyrilometodějské bohoslovecké fakultě univerzity Istropolitana v Bratislavě, ale už na podzim roku 1946 ho trnavský apoštolský administrátor Pavol Jantausch poslal na studia do Říma. V Papežském kolegiu sv. Jana Nepomuckého dostal další kněžskou formaci a studoval na Papežské Lateránské univerzitě v Římě, v letech 1946/47 absolvoval dvouleté studium filozofie a v letech 1947–1951 čtyřleté studium teologie, které završil 19. června 1951, kdy dosáhl licenciát teologie; ve studiích pokračoval i ve školním roce 1954/55, když absolvoval V. ročník teologické fakulty.
Svátost kněžství přijal 23. prosince 1950 v Římě z rukou arcibiskupa Luigiho Traglii.
Jelikož se po roce 1948 nemohl vrátit na Slovensko, působil v severoitalské diecézi Belluno, nejprve jako kaplan ve farnosti Pieve di Alpago (říjen 1951 – prosinec 1953), pak jako farář farnosti Goime di Zoldo (prosinec 1953 – srpen 1955). V roce 1955 ho Kongregace pro univerzity a semináře jmenovala profesorem Papežského regionálního kněžského semináře ve Viterbe, kde přednášel v letech 1955–1959 filozofii a v letech 1959–1962 dogmatiku. Od listopadu 1962 do července 1966 působil na České katolické misi v Paříži jako farář Slováků Pařížské arcidiecéze.
Od roku 1966 do roku 1992 je jeho činnost spojená s působením v Slovenském ústavu sv. Cyrila a Metoděje v Římě. Od července 1966 do března 1973 byl redaktorem časopisu Hlasy z Říma, od 1. března 1973 do 31. prosince 1992 ředitelem Ústavu, od 17. června 1975 do 31. prosince 1992 vedoucím duchovní služby pro Slováky v zahraničí.
Dne 8. listopadu 1981 přijal na návštěvě v Slovenském ústavu sv. Cyrila a Metoděje v Římě papeže Jana Pavla II., který přišel uctít patrony Evropy sv. Cyrila a Metoděje v jediném chrámu, který jim byl v Římě v té době zasvěcen.
Dne 18. prosince 1982 ho papež Jan Pavel II. jmenoval titulárním biskupem diecéze Tubi a ustanovil biskupa pro Slováky v zahraničí.
Biskupské svěcení přijal 6. ledna 1983 v bazilice sv. Petra v Římě z rukou papeže Jana Pavla II.
V roce 1992 se vrátil na Slovensko. Dne 24. září 1992 ho Jan Pavel II. jmenoval za pomocného biskupa Bratislavsko-Trnavské arcidiecéze a 17. prosince 1992 se stal jejím generálním vikářem. Od roku 1993 do 27. července 1995 zastával funkci generálního tajemníka Konference biskupů Slovenska a do 15. dubna 1996 funkci předsedy Komise Konference biskupů Slovenska pro Slováky v zahraničí.
Dne 15. dubna 1996 ho papež Jan Pavel II. povýšil na titulárního arcibiskupa diecéze Tubi a jmenoval za apoštolského nuncia v Bělorusku – pověřovací listiny předal 22. května 1996 v Minsku.
Mons. Hrušovský působil i jako autor překladů několika církevních dokumentů, více úvodů do knih a velkého počtu článků v různých časopisech (Diakonie-Slovenský kněz, Hlasy z Říma, Jednota, Kanadský Slovák, Katolické noviny, Magnificat, Most, Slovák v Americe, Slovenské hlasy z Říma, Verbum).
V letech 1947–1962 byl při začátcích slovenského vysílání Vatikánského rozhlasu. Příspěvky v těchto letech se týkaly různých náboženských témat, komentářů k úmyslu apoštolátu modlitby a událostí v Římě. V období 1962–1966 pravidelně spolupracoval se Slovenským programem Francouzského rozhlasu: každý týden jedna "desetiminutovka" o francouzských náboženských a kulturních aktualitách, o koncilu, o osobnostech francouzského kulturního života (okolo 200 relací). Od roku 1967 obnovil pravidelnou spolupráci se slovenským vysíláním Vatikánského rozhlasu, kde do roku 1973 míval každý týden čtyřminutovou nedělní myšlenku (okolo 300 relací). Po roce 1973 ve spolupráci pokračoval až do roku 1993, kdy se v tomto období k homiliím přidružily příležitostné promluvy o různých událostech slovenského náboženského a kulturního života v zahraničí. Jako biskup v letech 1983–1993 míval každý měsíc jednou ve Vatikánském rozhlase promluvu ke kněžím; tématem byly různé stavovské otázky. V letech 1993–1996 poměrně často spolupracoval se Slovenským rozhlasem v Bratislavě.
Zvláštní zmínku zasluhuje jeho přednášková činnost na různá filozofické a teologická témata pro různorodé okruhy posluchačů (kněží, bohoslovci, řeholní sestry, skupiny laiků) a nesčetné kurzy duchovních cvičení, které kázal pro slovenské věřící v zahraničí a později i na Slovensku.

## Pocty a vyznamenání
- Papežský komorník (3. 12. 1970, Pavel VI.);
- Papežský prelát (1. 6. 1976, Pavel VI.);
- Člen Papežské rady pro pastoraci migrantů a lidí mimo domov 1995–1996;
- Čestný předseda Světového kongresu Slováků;
- Doctor utriusque iuris honoris causa (30. 6. 1983, Calumet College, Hammond, Indiana, USA);
- Státní cena České republiky, kterou Slovenská národní rada 18. 12. 1991 udělila Slovenskému ústavu sv. Cyrila a Metoděje v Římě; převzal Dominik Hrušovský v přítomnosti protektora SÚSCM biskupa Andreje G. Grutky.
- Pocta Štěpána Moyzesa a Karola Kuzmányho (3. 1. 1996, Ministerstvo kultury České republiky);
- Řád Ľudovíta Štúra I. třídy (31. 8. 1996, Prezident České republiky);
- Posel Slovenska (14. 2. 1997, Bratislava, deník Slovenská Republika);
- Cena Štěpána Moysesa (14. 2. 1997, Turčiansky. Sv. Martin, Matice slovenská).
- Řád práce Italské republiky 14. únor 2000, prezident Oscar Luigi Scalfaro.